# العم توم
العم توم هو الشخصية الرئيسة في رواية «كوخ العم توم» للكاتبة هيريت بيتشر ستاو والتي نُشرت عام 1852.
أصبحت عبارة «العم توم» أيضا رمزا للشخص الخانع والخاضعة بشدة لرموز السلطة، وخاصة الشخص الأسود الذي يتصرف بطريقة خاضعة للبيض، أو أي شخص ينظر إليه على أنه مشارك في القمع ضد مجموعته. هذه الصفة السلبية هي نتيجة لأعمال لاحقة مستمدة من الرواية الأصلية.